# Muungano (Mtwara)
Muungano ist ein Verwaltungsbezirk (Ward) des Distrikts Mtwara in der tansanischen Region Mtwara. 

## Geografie
Muungano liegt im Südosten von Tansania etwa 20 Kilometer westlich der Stadt Mtwara. Die Fläche des Bezirks beträgt 60 Quadratkilometer. Bei der Volkszählung 2022 lebten hier 3474 Menschen in 962 Haushalten.

## Gliederung
Der Bezirk besteht aus fünf Gemeinden (Mtaa) mit 21 Orten (Kitongoji):
| Muungano - Nampachila - Liwali - Majengo - Muhuru - Chang'ombe | Mkwajuni Chini - Kilimahewa - Miembeni - Msikitini - Mkwajuni | Lyowa - Msikitini - Nanembo - Shuleni - Kiwanjani - Kanisani | Mwembetogwa - Kiyanga - Majengo - Shangani | Mkwajuni juu - Msasani - Kiwanjani - Rahaleo - Shuleni |

## Wirtschaft und Infrastruktur
- Bildung: Die weiterführende Schule Muungano Secondary School bildet Jugendliche bis zur 4. Stufe aus.[6]
- Gesundheit: Im Bezirk gibt es zwei staatliche Apotheken, je eine in den Orten Muungano[7] und Mkwajuni.[8]